# Теоктист (Неапол)
Вижте пояснителната страница за други личности с името Теоктист.
Теоктист (на латински: Theoctistus; на италиански: Teoctisto di Napoli) е херцог на Неапол от 818 до 821 г.

## Биография
Той последва херцог Антим. Назначен е от византийския стратег на Сицилия заради войната против лангобардите. Теоктист не е одобрен от Константинопол и сицилиянският стратег по заповед на императора назначава през 821 г. за херцог Теодор II.